# Eva Pereira
Eva Sanches Pereira (sinh ngày 22 tháng 3 năm 1989) là vận động viên chạy cự ly trung bình của Cabo Verde.
Pereira lần đầu tiên thi đấu cho Cabo Verde tại Giải vô địch trẻ thế giới năm 2005 về điền kinh ở thành phố Strasbourg, Ma-rốc, nơi cô xếp thứ 15 trong 3000 mét nữ trong thời gian tốt nhất cá nhân là 11: 53,24. Hai năm sau tại Đại hội Thể thao Lusophony năm 2009 tại Lisbon, Bồ Đào Nha, cô đã xếp thứ 6 trong 10.000 mét với thời gian 44:56. Tháng tiếp theo, cô đã chạy 1500 mét trong 5: 04,95 tại Giải vô địch thế giới năm 2009 về điền kinh ở Berlin.

## Tốt nhất cá nhân
Dưới đây là thời gian cá nhân tốt nhất của Eva Pereira.
| Biến cố  | Thời gian | Địa điểm         | Ngày                     | Hồ sơ | Ghi chú |
| -------- | --------- | ---------------- | ------------------------ | ----- | ------- |
| 1500 mét | 5: 04,95  | Berlin, Đức      | 18 tháng 8 năm 2009      |       |         |
| 3000 mét | 11: 53,24 | ERICesh, Morocco | Ngày 13 tháng 7 năm 2005 |       |         |